# Amina av Zazzau
Amina av Zazzau, död 1610, var regerande drottning av den afrikanska hausastaten Zazzau (nuvarande Nigeria) mellan 1576 och 1610. Hon tillhör den afrikanska historiens mer kända gestalter, beskrivs som en framträdande krigardrottning och har varit föremål för en mängd skildringar och legender för sina militära bedrifter. 